# Хехли
Хехли (пол. Chechły) — село в Польщі, у гміні Полічна Зволенського повіту Мазовецького воєводства.
Населення — 103 особи (2011).
У 1975-1998 роках село належало до Радомського воєводства.

## Демографія
Демографічна структура станом на 31 березня 2011 року:
|          | Загалом | Допрацездатний вік | Працездатний вік | Постпрацездатний вік |
| -------- | ------- | ------------------ | ---------------- | -------------------- |
| Чоловіки | 51      | 6                  | 33               | 12                   |
| Жінки    | 52      | 7                  | 20               | 25                   |
| Разом    | 103     | 13                 | 53               | 37                   |